# Verifikationsmission der Vereinten Nationen in Guatemala
Die Verifikationsmission der Vereinten Nationen in Guatemala (spanisch Misión de Verificación de las Nacionas Unidas en Guatemala, MINUGUA) basierte auf der UN-Resolution 1094 vom 20. Januar 1997 und war eine Friedensmission, die von Januar bis September 1997 in Guatemala stattfand.

Logo der Mission

Ziel des Mandats war die Überprüfung des am 4. Dezember 1996 in Oslo unterzeichneten Waffenstillstandsabkommens zwischen der Regierung von Guatemala und der Unidad Revolucionaria Nacional Guatemalteca (URNG). Die Einigung von Oslo (Oslo Agreement, S/1996/1045) beinhaltete die offizielle Kontrolle über die Einstellung der Kampfhandlungen, die Bereinigung der Streitkräfte und die Entwaffnung und die Demobilisierung der URNG-Guerillakämpfer in den dafür vorgesehenen Entwaffnungsstellen.
Das Hauptquartier befand sich in Guatemala-Stadt. Sonderbeauftragter des UN-Generalsekretärs und Leiter der Mission war Jean Arnault aus Frankreich. Er wurde unterstützt durch den spanischen Brigadegeneral Jose B. Rodriguez Rodriguez als Oberhaupt der rund 150 Mann umfassenden Truppe von Militärbeobachtern, begleitet durch Sanitätspersonal.
Unterstützt wurde MINUGUA durch Argentinien, Australien, Brasilien, Deutschland, Ecuador, Kanada, Norwegen, Österreich, Russland, Schweden, Singapur, Spanien, Ukraine, Uruguay, U.S.A. und Venezuela.